# Whole Again
"Whole Again" là một bài hát của nhóm nhạc Anh Quốc Atomic Kitten nằm trong album phòng thu đầu tay của họ, Right Now (2000). Nó được phát hành như là đĩa đơn thứ năm trích từ album ở Vương quốc Anh và đầu tiên ở châu Âu vào ngày 29 tháng 1 năm 2001 bởi Virgin Records. Bài hát được viết lời bởi Andy McCluskey, Stuart Kershaw, Jem Godfrey và Bill Padley, trong khi phần sản xuất được đảm nhiệm bởi Engine. Đây cũng là đĩa đơn cuối cùng có sự tham gia góp giọng từ thành viên ban đầu Kerry Katona, người đã rời khỏi nhóm trong quá trình quảng bá đĩa đơn, và được thay thế bởi Jenny Frost. Sau đó, video ca nhạc của nó đã được quay lại và phiên bản thu âm mới với giọng hát của Frost đã xuất hiện trong những phiên bản tái phát hành tiếp theo của Right Now.
Sau khi phát hành, "Whole Again" nhận được những phản ứng tích cực từ các nhà phê bình âm nhạc, trong đó họ đánh giá cao quá trình sản xuất của nó. Bài hát cũng đạt được một đề cử tại giải Brit năm 2001 cho Đĩa đơn Anh quốc của năm. Sau thành tích nghèo nàn của đĩa đơn trước "Follow Me" và Right Now trên các bảng xếp hạng, "Whole Again" được xem là nỗ lực cuối cùng của nhóm trước nguy cơ bị thanh lý hợp đồng bởi hãng đĩa. Nó đã gặt hái những thành công vượt trội về mặt thương mại, đứng đầu các bảng xếp hạng ở Áo, Đức, Ireland, Hà Lan, New Zealand và Vương quốc Anh, nơi bài hát trở thành đĩa đơn bán chạy nhất thập niên bởi một nhóm nhạc nữ, và lọt vào top 10 ở hầu hết những quốc gia nó xuất hiện, bao gồm vươn đến top 5 ở nhiều thị trường lớn như Úc, Bỉ, Thụy Điển và Thụy Sĩ.
Hai video ca nhạc khác nhau đã được phát hành cho "Whole Again". Video đầu tiên được đạo diễn bởi Phil Griffin, trong đó bao gồm những cảnh Atomic Kitten trình diễn bài hát trên một phông nền trắng, trong khi phiên bản thứ hai được phát hành ở thị trường Hoa Kỳ với hình ảnh nhóm trình diễn nó khi đang đi bộ ở nhiều khu vực khác nhau. Để quảng bá bài hát, nhóm đã trình diễn nó trên nhiều chương trình truyền hình và lễ trao giải lớn, bao gồm CD:UK, Live & Kicking, Top of the Pops, và Pepsi Chart. Được ghi nhận là bài hát trứ danh trong sự nghiệp của Atomic Kitten, "Whole Again" đã xuất hiện trong tất cả những album tuyển tập của nhóm kể từ khi phát hành, bao gồm Atomic Kitten (2003) và Greatest Hits (2004).

## Danh sách bài hát
Đĩa CD tại châu Âu
1. "Whole Again" – 3:03
2. "Locomotion" – 3:32

Đĩa CD maxi tại châu Âu
1. "Whole Again" – 3:03
2. "Holiday" – 3:13
3. "Whole Again" (Whirlwind phối) – 3:05

Đĩa CD maxi tại Anh quốc
1. "Whole Again" – 3:03
2. "Whole Again" (bản gốc) – 3:19
3. "Locomotion" – 3:32

## Xếp hạng
| Bảng xếp hạng (2000)               | Vị trí cao nhất |
| ---------------------------------- | --------------- |
| Úc (ARIA)                          | 2               |
| Áo (Ö3 Austria Top 40)             | 1               |
| Bỉ (Ultratop 50 Flanders)          | 4               |
| Đan Mạch (Tracklisten)             | 10              |
| Châu Âu (European Hot 100 Singles) | 1               |
| Pháp (SNEP)                        | 21              |
| Đức (Official German Charts)       | 1               |
| Ireland (IRMA)                     | 1               |
| Hà Lan (Dutch Top 40)              | 1               |
| Hà Lan (Single Top 100)            | 1               |
| New Zealand (Recorded Music NZ)    | 1               |
| Romania (Romanian Top 100)         | 11              |
| Scotland (OCC)                     | 1               |
| Tây Ban Nha (PROMUSICAE)           | 20              |
| Thụy Điển (Sverigetopplistan)      | 4               |
| Thụy Sĩ (Schweizer Hitparade)      | 2               |
| Anh Quốc (OCC)                     | 1               |

| Bảng xếp hạng                        | Vị trí |
| ------------------------------------ | ------ |
| UK Singles (Official Charts Company) | 263    |

| Bảng xếp hạng (2001)                 | Vị trí |
| ------------------------------------ | ------ |
| Australia (ARIA)                     | 10     |
| Austria (Ö3 Austria Top 75)          | 7      |
| Belgium (Ultratop 50 Flanders)       | 29     |
| Denmark (Tracklisten)                | 5      |
| Europe (European Hot 100 Singles)    | 7      |
| Germany (Official German Charts)     | 6      |
| Ireland (IRMA)                       | 8      |
| Netherlands (Dutch Top 40)           | 3      |
| Netherlands (Single Top 100)         | 8      |
| New Zealand (Recorded Music NZ)      | 3      |
| Romania (Romanian Top 100)           | 69     |
| Sweden (Sverigetopplistan)           | 28     |
| Switzerland (Schweizer Hitparade)    | 16     |
| UK Singles (Official Charts Company) | 4      |

| Bảng xếp hạng (2000-09)              | Vị trí |
| ------------------------------------ | ------ |
| Germany (Official German Charts)     | 97     |
| Netherlands (Dutch Top 40)           | 101    |
| Netherlands (Single Top 100)         | 41     |
| UK Singles (Official Charts Company) | 13     |

## Chứng nhận
| Quốc gia                                                                           | Chứng nhận  | Số đơn vị/doanh số chứng nhận |
| ---------------------------------------------------------------------------------- | ----------- | ----------------------------- |
| Úc (ARIA)                                                                          | 2× Bạch kim | 140.000^                      |
| Áo (IFPI Áo)                                                                       | Vàng        | 20.000*                       |
| Bỉ (BEA)                                                                           | Vàng        | 15,000*                       |
| Đức (BVMI)                                                                         | Bạch kim    | 500.000^                      |
| Hà Lan (NVPI)                                                                      | Bạch kim    | 60.000^                       |
| New Zealand (RMNZ)                                                                 | 2× Bạch kim | 20.000*                       |
| Thụy Điển (GLF)                                                                    | Vàng        | 15.000^                       |
| Thụy Sĩ (IFPI)                                                                     | Vàng        | 20.000^                       |
| Anh Quốc (BPI)                                                                     | Bạch kim    | 1,062,347                     |
| * Chứng nhận dựa theo doanh số tiêu thụ. ^ Chứng nhận dựa theo doanh số nhập hàng. |             |                               |